# Mariahilf
Mariahilf est le sixième arrondissement de Vienne. Il fut créé en 1850 à la suite de l'incorporation de cinq banlieues viennoises en tant que 5e arrondissement. Il devint définitivement le 6e après la division du 4e Wieden en 1861 et obtint ses limites actuelles l'année suivante.

## Géographie

### Situation
L'arrondissement de Mariahilf est délimité: au Nord par Neubau (7e arrt), à l'Est par la vieille ville (1er), au Sud par Meidling (12e), Margareten (5e) et Wieden (4e) et à l'Ouest par Rudolfsheim-Fünfhaus (15e).
Mariahilf fait donc partie des arrondissements centraux, à l'intérieur de la Gürtel. Avec une superficie de 1,48 km2, il est le deuxième plus petit arrondissement de la ville. Il n'occupe que 0,36 % de la superficie totale de Vienne. Il fait aussi partie des arrondissements les plus densément construits.

### Topographie
Le territoire de Mariahilf est clairement en pente, direction sud et est. Le dénivelé est de presque 30 m, ce qui fait de Mariahilf l'arrondissement le plus abrupt de Vienne après Alsergrund à l'intérieur de la Gürtel. Pour pallier cette différence de niveau, de nombreux escaliers ont été aménagés.

### Quartiers
Mariahilf a été formé en 1850 par la réunion de cinq banlieues, qui constituent aujourd'hui les cinq quartiers : Gumpendorf, Laimgrube, Magdalenengrund, Mariahilf, Windmühle. Cependant, les terrains de l'ancienne commune de Laimgrube situés aujourd'hui au nord de l'importante Mariahilfer Strasse, ont été cédés en 1862 au 7e arrondissement.
Les parties est de Laimgrube, Windmühle et Mariahilf se situent dans le périmètre classé patrimoine mondial de l'humanité par l'UNESCO au titre du centre historique de Vienne.
Les statistiques officielles n'utilisent qu'une division en trois quartiers : Laimgrube, Mollardgasse, Stumpergasse.

## Histoire

### Avant la création de l'arrondissement
2000 ans av. J.-C., la vallée de la Vienne était déjà peuplées d'Indo-européens au niveau de Gumpendorf, selon des fouilles archéologiques. Durant l'Empire romain, les Romains construisirent dans ce qui est aujourd'hui la vieille ville un camp retranché pour protéger la frontière nord de leur empire : Vindobona. Une des routes qui partaient de ce camp en direction du sud-ouest correspond aujourd'hui en partie à la Gumpendorfer Strasse. C'est le long de cette route qu'apparurent les premières habitations de l'arrondissement, autour de l'an 1000. Au croisement de la voie romaine et du fleuve se trouvait une tour de garde[réf. nécessaire].
Les villages de Gumpendorf et de Laimgrube sont mentionnés pour la première fois aux XIIe et XIIIe siècles. Grâce à la proximité du fleuve et au terrain argileux, le vin et l'argile étaient les principales sources de revenus des habitants. Lors du premier siège de Vienne par les Turcs en 1529, des cloîtres, des maisons et des vignes furent détruits. Peu après le retrait des Turcs, la reconstruction démarra, malgré son interdiction. Le deuxième siège de la ville par les Turcs en 1683 eut des conséquences similaires au premier. Les murs d'enceinte construits en 1704 eurent donc pour but de protéger aussi ces villages devenus banlieues de Vienne.
Au XVIIIe siècle, la construction de bâtiments fut intense. De nombreux artisans s'installèrent dans ces villages et on construisit aussi des usines. Parallèlement, l'agriculture perdit de son importance puisque beaucoup de vignes et de champs furent remplacés par des bâtiments.
Le 6 mars 1850, les cinq banlieues Gumpendorf, Mariahilf, Windmühle, Magdalenengrund et Laimgrube furent incorporées à Vienne et constituèrent le 5e arrondissement sous le nom de Mariahilf. Lorsque l'arrondissement de Wieden fut divisé en 1861, Mariahilf devint le 6e arrondissement. En 1862, certains terrains au nord de l'arrondissement furent cédés au 7e.

### De la création de l'arrondissement à la Seconde Guerre Mondiale
Après l'incorporation des banlieues, l'empereur autorisa la construction de la Gürtel dans la zone autrefois interdite des constructions près du mur d'enceinte. La Gürtel, longue rue longeant les nouvelles limites de la ville, passa donc par Mariahilf, où elle fut nommée Mariahilfer Gürtel en 1864 et 1869 selon le tronçon ainsi que Sechshauser Gürtel en 1894. Le tronçon restant ne fut appelé Gumpendorfer Gürtel qu'en 1965, n'étant pas praticable auparavant. Lors de l'incorporation de nouvelles banlieues situées au-delà du mur d'enceinte en 1892, le mur était devenu obsolète. Il fut abattu en 1894. La zone ainsi libérée servit à élargir la Gürtel, ou à construire de nouveaux bâtiments.
Vers la fin du XIXe siècle, Mariahilf était devenu un arrondissement économiquement important. La Mariahilfer strasse était devenue une rue commerçante de premier ordre, ce qu'elle est encore, même si les grands magasins se situaient plutôt du côté nord de la rue, soit dans le 7e arrondissement. Le 6e se caractérisait plutôt par la forte présence de petites et moyennes entreprises.
Entre 1890 et 1907, une centrale thermique à vapeur se trouvait dans la Kaunitzgasse; elle constituait une des premières centrales électriques de Vienne. Lors de son achat par la commune, son activité fut suspendue et elle devint une station de transformation.
Entre 1895 et 1899, les parties sud de l'arrondissement furent énormément modifiées à la suite de la régulation du fleuve. Ce fleuve, longé par de simples berges, débordait de son lit lors d'inondations. On protégea alors son lit par des murs, et on le couvrit même d'une voûte au niveau du Naschmarkt. Sur les berges sud, on construisit le Stadtbahn, ancêtre du métro, inauguré le 30 juin 1899. Ainsi, le sud de l'arrondissement fut-il longé par les stations Magaretengürtel, Pilgramgasse et Kettenbrückengasse, aujourd'hui sur la ligne 4 du métro de Vienne.
En 1897, la première ligne de tramway électrique fut mise en service. Un des terminus était dans le 6e, dans la Wallgasse en face de la gare Westbahnhof. La ligne reliait cette gare à trois autres gares en contournant le centre-ville par le nord. L'autre terminus était au Prater. En 1907, cette ligne devint la numéro 5. Depuis les derniers aménagement de la Mariahilfer Strasse, le terminus se situe dans le 7e.
À partir de 1907, Adolf Hitler loua pour plusieurs années un logement au 31 de la Stumpergasse. En 1931, la puissante section du NSDAP de Vienne acheta trois rues plus loin l'immeuble situé au 25 de la Hirschengasse, y installa le siège de la section et le nomma Maison Adolf Hitler.
À partir de 1938, les persécutions nazies n'épargnèrent pas Mariahilf: Juifs, mais aussi opposants politiques, ou Roms furent volés, chassés, déportés, assassinés...
En 1943-44, des tours de béton furent construites pour protéger les Viennois d'attaques aériennes. L'une d'entre elles se trouve dans le parc Esterhazy. Elle permettait de communiquer à la caserne militaire voisine (dans le 7e), les coordonnées des avions à abattre. Aujourd'hui, cette tour appartient à la commune de Vienne qui y a installé un aquarium.

### L'après-guerre
Dans l'Autriche de l'après-guerre, le 6e arrondissement de Vienne fut intégré au secteur d'occupation français de 1945 à 1955. Les arrondissements voisins étaient occupés par les Soviétiques (4e), les Anglais (5e) et les Américains (7e).
Le Theater an der Wien, inauguré en 1801 connut une histoire mouvementée. C'est sur sa scène que fut représenté pour la première fois Fidelio, opéra de Beethoven en 1805. En 1962, la commune de Vienne dut acheter le théâtre pour empêcher sa destruction. Après avoir longtemps été la plus importante scène musicale de la ville, il est depuis 2006 le "troisième opéra" de Vienne.
Au centre de l'arrondissement, dans la Amerlingstrasse, se trouvait le Palais Kaunitz construit en 1700. Il fut rasé en 1970 et remplacé par une école.
Enfin, dans les années 1990, les frontières de l'arrondissement connurent de petites modifications. En 1995 au niveau de la Gürtel ainsi que l'année suivante au niveau du parvis de la gare Westbahnhof, là où les 6e, 7e et 15e arrondissements se rejoignent. Ces modifications furent minimes et ne concernèrent aucun bâtiment d'habitations. En 2009, le 4e céda au 6e une petite partie de son terrain, de manière que le Naschmarkt se situe entièrement dans les limites de Mariahilf.

## Population

### Évolution
À sa création en 1850, Mariahilf était déjà très densément peuplé. En 1869, 67 642 personnes y habitaient, un chiffre qui n'a jamais été dépassé depuis. Jusqu'au début de la Première Guerre mondiale, la population diminua légèrement, gardant ainsi une certaine stabilité. Après la guerre, en revanche, la population fut pratiquement sans cesse en diminution. Étant donné les exigences toujours plus hautes des habitants concernant les logements, l'arrondissement se vida de plus de la moitié de sa population. Depuis le recensement de 2001, le nombre d'habitants s'est stabilisé et a même légèrement augmenté en 2009 pour se fixer cette année-là à 29 371 habitants.

### Structure
L'âge des habitants de Mariahilf divergeait en plusieurs points de l'âge moyen de la population de Vienne en 2001. En effet, à Mariahilf vivaient moins d'enfants, mais plus de jeunes ou de jeunes adultes que sur l'ensemble de la ville. La part des moins de 15 ans en 2001 était en dessous de la moyenne viennoise: 12,4 % contre 14,7 %. La population des 20 à 39 ans était en revanche au-dessus de la moyenne : 34,4 % contre 30,9 %. Enfin, la part des plus de 60 ans était légèrement inférieure à la moyenne : 19,2 % contre 21,7 %. La répartition hommes-femmes dans l'arrondissement était comparable à la moyenne avec 47,1 % d'hommes contre 52,9 % de femmes, tandis que les habitants de Mariahilf étaient assez nettement moins souvent mariés que le Viennois moyen: 35,8 % contre 41,2 %.

### Origine et langues
La part de la population étrangère était de 19,6 % en 2005 (Vienne: 18,7 %), ce qui démontre une tendance à la hausse, comme dans toute la ville, par rapport à 2001 (17,8 %). La première communauté étrangère établie à Mariahilf est celle des Serbes et Monténégrins qui représentaient en 2005 3,6 % de la population de l'arrondissement. Suivaient les Allemands avec 2,4 %, les Turcs avec 1,5 %, les Polonais avec 1,3 % et les Croates et les Bosniques avec chacun 0,8 %. En 2001, 26,6 % des habitants de Mariahilf n'étaient pas nés en Autriche. 5,6 % utilisaient le Serbe comme principale langue de communication, 3,5 % le Turc et 2,3 % le Croate.

### Religion
La répartition des communautés religieuses à Mariahilf différait à peine de la moyenne viennoise en 2001. Seule la part des catholiques et des musulmans étaient un peu inférieure à la moyenne. 47,4 % des habitants se déclaraient catholiques (Vienne 49,2 %). L'arrondissement est divisé en trois paroisses catholiques. 6,4 % des habitants se déclaraient musulmans, 6 % orthodoxes et 5,2 % protestants. 26,8 % de la population déclaraient n'appartenir à aucune communauté religieuse, 8,2 % déclaraient leur appartenance à une autre religion, ou bien être sans confession.

## Politique
L'arrondissement de Mariahilf a toujours été très disputé par le SPÖ et l'ÖVP. Alors que les conservateurs de l'ÖVP étaient majoritaires depuis 1946, le SPÖ les renversa en 1969. La majorité bascula de nouveau à droite en 1978, et l'ÖVP remporta les élections qui suivirent. À la fin des années 80, l'arrivée des Verts et des Libéraux du Liberales Forum provoqua une chute de l'électorat des deux grands partis. En 2001, l'ÖVP perdit massivement ses voix, et le SPÖ récupéra la majorité. Cette année-là, les Verts arrivèrent juste derrière les Conservateurs, tandis que les Libéraux perdirent beaucoup de voix, comme par ailleurs le FPÖ d'extrême-droite. Cette tendance s'accentua en 2005, au point que les Libéraux ne furent plus représentés au conseil municipal. Les Verts et le SPÖ continuèrent à gagner des voix, ce qui relégua les conservateurs en troisième position. En 2010, les Verts et les Conservateurs perdirent des voix, tandis que le SPÖ en gagna, ainsi que les deux formations d'extrême-droite FPÖ et BZÖ. Depuis 2014, le maire d'arrondissement est Markus Rumelhart du SPÖ.

## Blason
Le blason de l'arrondissement représente les cinq ancienne communes qui ont fusionné en 1850 pour former Mariahilf. Le blason central symbolise Mariahilf et représente un navire marron aux voiles argentées sur une mer agitée. Sur la proue flotte un drapeau avec un aigle à deux têtes. Sur le bateau, on voit Don Juan de Austria en armure dorée qui aurait vaincu les Turcs lors de la bataille navale de Lepanto grâce à la l'aide de la Vierge Marie (allemand: Maria = Marie; Hilfe = aide).
En haut à gauche se trouve le blason de Laimgrube. Il représente Saint Théobald en habit de moine devant un autel et un crucifix, tandis qu'à sa droite se trouve une église. Le blason remonte à l'an 1621 lors du sacrement d'une chapelle dédiée à ce saint.
Le blason en haut à droite est celui de Windmühle. On y retrouve Saint Théobald, cette fois sur un fond argenté et en habit d'évêque. À sa gauche se trouve une église au toit rouge.
En bas à gauche, le blason de Magdalenengrund représente Sainte Marie-Madeleine, qui a donné son nom à la commune. Elle est à genoux sous le Christ en croix à sa gauche.
En fin, Gumpendorf est symbolisé par le blason en bas à droite. C'est en fait le blason de la famille Muschinger qui possédait le village au XVIe siècle. Chapé ployé, au premier et au troisième de sable au lys d'or, au deuxième d'or au lys de sable.

## Culture et monuments

### Monuments

#### Églises
Dans l'église Sainte-Marie-auxiliatrice située Mariahilfer Strasse se trouve une copie de l'icône de Marie Auxiliatrice peinte par Lucas Cranach l'ancien. Cette icône a donné son nom à tout l'arrondissement. Dans la partie inférieure de l'église, une crypte a été aménagée en 1986 et sert de centre d'accueil pour sans-abris géré par le Secours Catholique autrichien.
Un peu plus loin se trouve l'église de Laimgruben, dédiée à saint Joseph. En 1906-1907, elle a été déplacée de la Mariahilfer Strasse à la Windmühlgasse car elle gênait la circulation. Une copie de l'ancienne église fut donc réalisée, et lorsque la décoration intérieure eut été installée dans la nouvelle église, l'ancienne fut démolie.
Parmi les autres églises de l'arrondissement, on peut signaler l'église paroissiale de Gumpendorf, dédiée à Saint Egide et déjà mentionnée dans des documents du XIIIe siècle, ainsi que l'église protestante Saints-Gustave-et-Adolphe construite selon les plans de Ludwig Förster et Théophile Hansen.
Le siège de la plus ancienne communauté baptiste d'Autriche se situe dans la Mollardgasse et fut construit en 1924.

#### Autres monuments
Les immeubles au 38 et 40 de la Linke Wienzeile ainsi qu'au 1 et 3 de la Köstlergasse sont des œuvres de l'architecte Otto Wagner. Ces trois immeubles inaugurés en 1899 sont typiques de l'Art Nouveau. Wagner a lui-même habité un temps au 3 de la Köstlergasse. Plus moderne, et très colorée, l'immeuble réalisé par Arik Brauer en 1993 dans le style du Réalisme fantastique. Il se trouve dans la Gumpendorfer Strasse, non loin de la station de métro du même nom.
Entre 1905 et 1907, les escaliers de la Fillgradergasse furent construits selon les plans de Max Hegele. Œuvre majeure de l'Art Nouveau à Vienne, ils font partie des escaliers les plus intéressants de la ville. De même pour les escaliers de la Rahlgasse (1870) et leur fontaine représentant une jeune fille accompagnée d'oies. Dans la même rue se trouve aussi une autre fontaine digne d'intérêt, représentant cette fois divers animaux. Toujours dans les environs de la Rahlgasse, l'entrepôt Semper servait d'entrepôt à l'Opéra de Vienne ainsi qu'au Burgtheater. Aujourd'hui, il accueille lui-même des spectacles.
Le Théâtre Apollo, situé dans la Gumpendorfer Strasse a été construit en 1904 par Eduard Prandl. Il comprenait à l'origine un théâtre, mais aussi un hôtel et trois banques de prêt. En 1929, le théâtre fut remplacé par un cinéma de 1500 places, à l'époque le deuxième plus grand cinéma de la ville. Aujourd'hui, le cinéma Apollo comprend 12 salles.

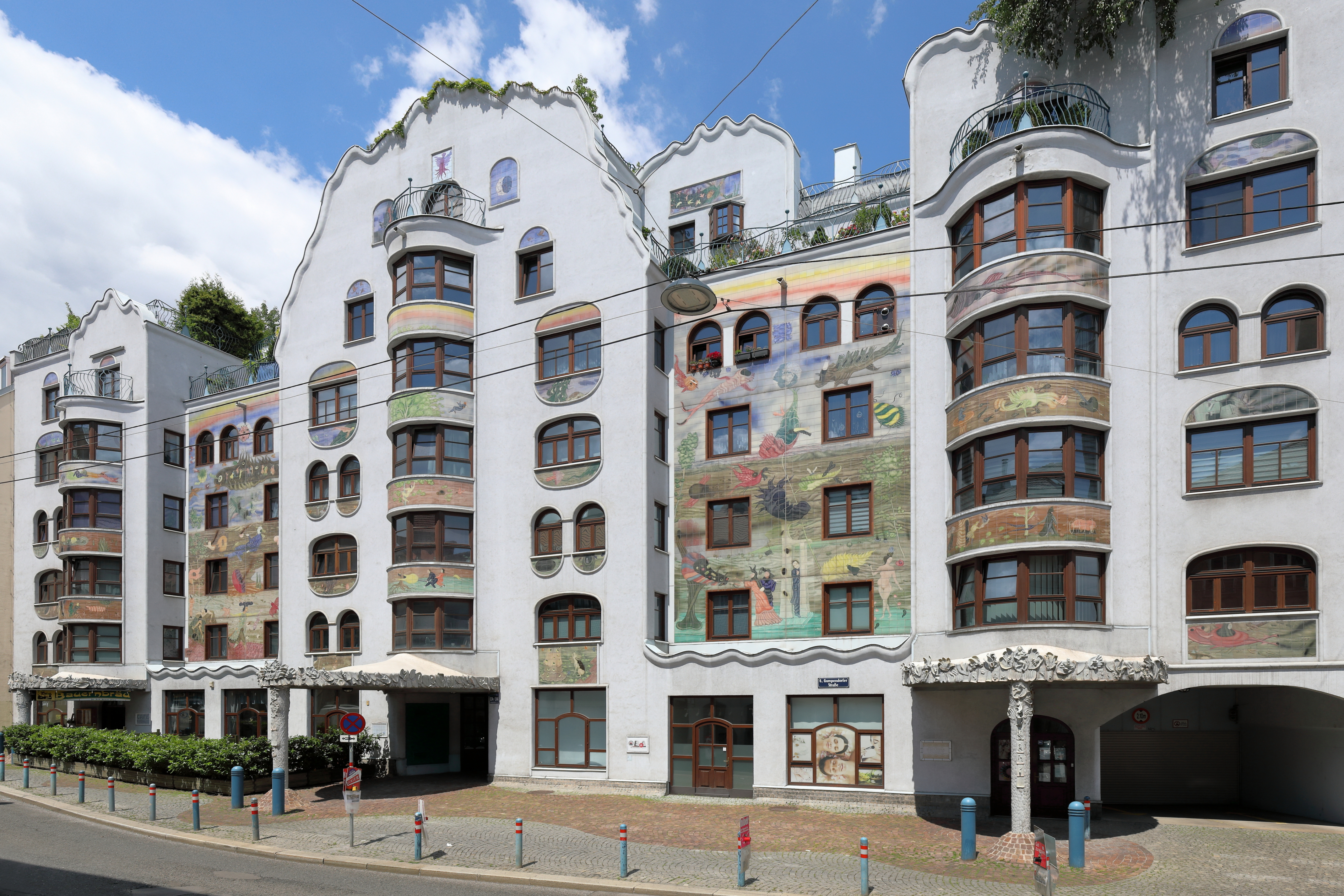
La Arik-Brauer-Haus, construite en 1991.

L'immeuble situé au 2 de la Münzwardeingasse, appelé Maison Bernhard Ludwig, fut réalisé dans les années 1880s par l'architecte Carl Langhammer, sur une commande de l'ébeniste Bernhard Ludwig. Cet immeuble typique du Gründerzeit est classé monument historique.
Parmi les autres immeubles intéressants dans l'arrondissement, on peut citer les deux immeubles à cours intérieures publiques, permettant de relier plus facilement certaines rues entre elles : Raimundhof et Schulhofpassage ; la Maison de Beethoven où le compositeur résida quelques mois, le Naschmarkt, la caserne des pompiers de Mariahilf ainsi que son boulet turc, un boulet de canon muré à l'angle du bâtiment datant du siège de Vienne par les Turcs en 1683 et découvert lors de travaux en 1969. Un panneau signale et explique sa présence

### Théâtres
Le Theater an der Wien, situé sur la Linke Wienzeile fut construit en 1801 et appartient à la Verbund der Veinigten Bühnen Wiens (association des scènes unies de Vienne). Beethoven habita quelque temps le bâtiment en 1803 et 1804; une salle dans le théâtre commémorait sa présence jusqu'à il y a quelques années.
À l'autre bout de l'arrondissement, dans  la Wallgasse, se trouve le Raimund-Theater, du nom du dramaturge Ferdinand Raimund. Le bâtiment fut complètement rénové dans les années 1980 et appartient à la même association que le Theater an der Wien. Il accueille essentiellement des comédies musicales.
Outre ces deux théâtres, Mariahilf comptait une troisième scène importante dédiée aux spectacles musicaux : l'ancien théâtre Apollo situé dans la Gumpendorfer Strasse, ainsi qu'un certain nombre de salles plus petite comme le Theater Gruppe 80. C'est aujourd'hui le TAG (Theater an der Gumpendorfer Strasse) qui occupe le bâtiment. Enfin, on peut aussi mentionner les Theater Brett.

### Musées
Le musée d'arrondissement, situé dans la Mollardgasse, est dédié essentiellement à trois éléments de l'arrondissement : le quartier Magdalenengrund, le Theater an der Wien et le palais Kaunitz-Esterhazy. Dans le même bâtiment se trouvent le Phonomuseum qui se consacre à l'histoire de la phonographie, ainsi que le musée du verre.
Une ancienne tour de béton accueille l'aquarium Haus des Meeres, dont l'attraction principale est un bassin à requins de 300 000 litres inauguré en 2007.
La Maison de Haydn, dans la Haydngasse, fut achetée par Joseph Haydn en 1793 ; il y habita jusqu'à sa mort en 1809. Aujourd'hui, cette maison fait partie du Wien Museum.
L'arrondissement comprend aussi le musée du café, avec de nombreux objets liés à cette boisson, ainsi que le musée de l'histoire de la salle de bain.

### Parcs
Mariahilf dispose de 11 parcs au total. Étant donné la densité des constructions sur le territoire de l'arrondissement, la plupart des parcs ont une superficie de quelques centaines à quelques milliers de mètres carrés. De plus, de nombreuses cours d'immeubles sont plantées d'arbres et de fleurs, mais la plupart ne sont pas accessibles au public.
Le parc Esterházy (de) est le plus grand des parcs de l'arrondissement, avec 10,400 m2. Le monument représentatif du parc est la tour de béton érigée en 1944. Visible de loin, elle accueille aujourd'hui l'aquarium Haus des Meeres. Le parc Albert Grünwald a une superficie de 9 000 m2. Il fut aménagé en 1981 entre la Gumpendorfer Strasse et la Linke Wienzeile. Le parc Loquai, situé sur la place du même nom, se compose de plusieurs parties. L'une d'elles est calme et dispose de nombreux bancs pour accueillir les pensionnaires de la maison de retraite voisine. Une autre partie du parc, en revanche, répond plus aux besoins d'un public jeune, étant située près d'un lycée. Enfin, la troisième partie est adaptée aux jeunes enfants grâce à son aire de jeux.
Parmi les autres parcs de l'arrondissement, on peut citer le parc Franz Schwarz : situé en bordure de la Gürtel, il fut drastiquement réduit en 1965 ; le parc Helene Heppe qui sert essentiellement d'aire de jeux et le parc Hubert Marischka qui accueille un terrain de beach-volley.

## Éducation
Le Conservatoire de Musique et d'Arts plastiques Franz Schubert se situe dans l'arrondissement, ainsi que les branches d'électrotechnique, de technologies de l'information, de technique du verre et du métal, d'assainissement, de chauffage et d'aération de l'école professionnelle centrale. On y trouve aussi l'Institut des Hautes Études, ainsi que des salles de cours et autres infrastructures de l'université technique de Vienne.

## Infrastructures
Deux commissariats de la police nationale se trouvent à Mariahilf: l'un dans la Kopernikusgasse et l'autre dans la Stumpergasse. Ils appartiennent au commando de la police de Margareten, chargé des arrondissements de Wieden, Margareten et Mariahilf.

## Personnalités liées à l'arrondissement
- Victor Adler
- Ludwig Anzengruber
- Otto Bauer
- Ludwig van Beethoven
- Elfi von Dassanowsky
- Fanny Elssler
- Selma Freud
- Joseph Haydn
- Arnold Köster
- Hans Krankl
- Franz Lehar
- Siegfried Marcus
- Karl Millöcker
- Karl Moering
- Vinzenz Muschinger
- Ferdinand Raimund
- Emanuel Schikaneder
- August Siccard von Siccardsburg
- Michael Thonet
- Eduard van der Nüll
- Oskar Werner